# Pont de l'Empereur à Sarajevo
Le pont de l'Empereur (en bosnien : Careva ćuprija) est situé en Bosnie-Herzégovine, sur le territoire la Ville de Sarajevo. Construit en 1897 à l'emplacement d'un autre pont remontant au XVe siècle, il est inscrit sur la liste des monuments nationaux de Bosnie-Herzégovine.

## Architecture

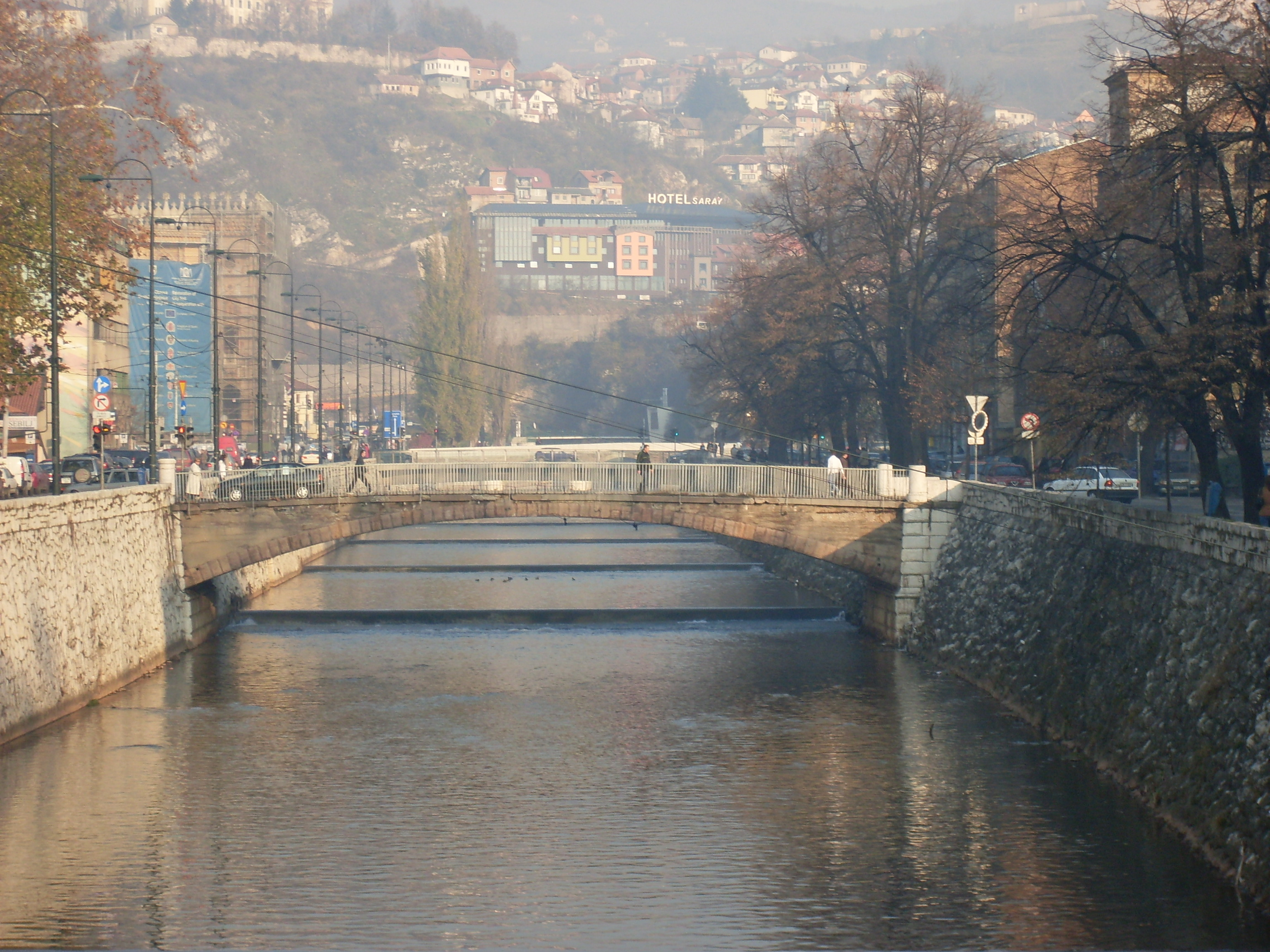
Autre vue du pont